# 古澤泰治
古澤 泰治（ふるさわ　たいじ、1963年-）は、日本の経済学者（国際貿易理論・応用ゲーム理論）。学位は、Ph.D.（ウィスコンシン大学・1994年）。東京大学大学院経済学研究科・経済学部教授。元同大学院研究科長・同学部学部長、元日本国際経済学会会長。日本学士院学術奨励賞、日本学術振興会賞等受賞。

## 人物・経歴
広島県出身。広島大学附属高等学校を経て、1987年一橋大学経済学部卒業、1989年一橋大学大学院経済学研究科修士課程修了、同博士課程進学。指導教官は池間誠。1994年ウィスコンシン大学マディソン校博士課程修了、Ph.D.取得。
1994年ブランダイス大学講師、1995年福島大学経済学部助教授、1997年横浜国立大学経済学部助教授、2001年ボストン大学経済学部フルブライト研究員、2003年一橋大学大学院経済学研究科助教授、2005年同教授、2010年ハーバード大学安倍フェロー、2012年国立大学法人一橋大学役員補佐。2016年日本国際経済学会副会長。2018年日本国際経済学会会長、東京大学大学院経済学研究科教授。2023年より東京大学大学院経済学研究科研究科長・経済学部学部長を歴任。この間内閣府グローバル化改革に関する研究会委員、独立行政法人経済産業研究所ファカルティフェロー等も務めた
。
2007年小島清賞受賞。2009年、自由貿易協定の世界的安定性に関する条件を理論的に明らかにし、国際的に高い評価を受けたとして日本学士院学術奨励賞及び日本学術振興会賞受賞。2014年IEFS Japan Koji Shimomura Award受賞。

## 著書
- 『国際貿易理論の展開』（石川城太と共著）, 文眞堂, 2005/02
- 『ベーシック経済学 -- 次につながる基礎固め (有斐閣アルマ) 』（塩路悦朗と共著）, 有斐閣, 2012/12/22